# Microterys eleutherococci
Microterys eleutherococci är en stekelart som beskrevs av Trjapitzin och Sugonjaev 1972. Microterys eleutherococci ingår i släktet Microterys och familjen sköldlussteklar. Inga underarter finns listade i Catalogue of Life.